# رادي دوكيتش
رادي دوكيتش هو لاعب كرة قدم بوسني في مركز الهجوم، ولد في 23 يونيو 1983 في زفورنيك في البوسنة والهرسك. لعب مع أوستريا فيينا وغراتزر أي كاي وفيرست فيينا ونادي رييد ونادي فينر.

## وصلات خارجية
- رادي دوكيتش على موقع قاعدة بيانات كرة القدم.إي يو (الإنجليزية)
- رادي دوكيتش على موقع Soccerway.com (الإنجليزية)